# Hidžab
Hidžab (arabsko حجاب hijaab), dobesedno »zaslon« oz. »pokrivalo« je tradicionalno pokrivalo , ki ga nosijo muslimanske ženske, beseda pa se lahko nanaša tudi na skromen slog oblačenja pri muslimanih na splošno; tega večina islamskih pravnih sistemov določa kot oblačilo, ki v javnosti pokriva vse razen obraza in rok.
Sodeč po preučevalcih Korana, je pomen besede širši, saj se v Koranu za naglavno ruto ali tančico namesto tega uporabljata besedi kimar (خمار) in jilbab (جلباب). Pojem hidžab naj bi tako označeval skromnost, zasebnost in moralnost ali pa naj bi imel celo metafizičen pomen, in sicer »tančica, ki ločuje človeka oz. svet od Boga«.